# Georg Litzel
Georg Litzel (teilweise auch Lizel; * 23. November 1694 in Ulm; † 22. März 1761 in Speyer), bekannt auch unter seinem Pseudonym Megalissus, war ein deutscher lutherischer Geistlicher, Kirchenliedforscher und Sprachgelehrter.

## Leben
Georg Litzel studierte an den Universitäten Straßburg und Jena Evangelische Theologie. Ab 1735 war er Pastor in Steinenkirch (Kreis Göppingen), wurde aber 1736 entlassen. 1737 erhielt er eine Stelle als Konrektor am Gymnasium in Speyer, die er bis zu seinem Tode innehatte. 
Litzel war ein erbitterter Gegner alles Katholischen, sowohl auf theologischer wie auch auf sprachlicher Ebene.

## Zitat
Die Catholicken sind darinnen unglücklich, daß sie meistentheils in solchen Landschaften gezeugt werden, worinnen eine raue Sprache in Gebrauch ist. Doch wohnen in jeder Landschaft Leute, davon einige nach der rauhen Mundart besser reden, einige schlechter. Da pflegen nun die Eltern gemeiniglich nicht darauf zu sehen, welchen von beiden sie ihre Kinder untergeben. Es gilt ihnen gleich, Mägde anzunehmen, sie mögen eine Sprache haben, wie sie wollen. Sie lassen es geschehen, daß ihre Kinder unter dem Gesinde herumlaufen und mit anderen Kindern spielen, von welchen sie sich keine gute Mundart angewöhnen. Ja, oft reden vornehme und gelehrte Eltern selbsten wie die grobe Bauern. (zit. nach Adolf Socin)

## Veröffentlichungen
- Der Undeutsche Catholik oder Historischer Bericht von der allzu großen Nachlässigkeit der Römisch-Catholischen, insonderheit unter der Clerisey der Jesuiten, in Verbesserung der deutschen Sprache und Poesie - wobey der Ursachen solcher Nachläßigkeit angezeiget, das eifrige Bemühen u. Verdienste der Protestanten zur Nachfolge vorgeleget, u. sichere Mittel zu einer allgemeinen Sprach-Verbesserung vorgeschlagen werden durch Megalissus; samt einem altpoetischen Anh. vom verliebten Pfaffen / Megalissus. Jena 1731
- Deutsche Jesuiten-poesie oder eine Samlung catholischer Gedichte, welche zur Verbesserung allen Reimenschmiden wohlmeinend vorleget Georg. Litzel pseud. Megalissus, Veröffentlicht von Müller, 1731
- Historia Poetarum Graecorum Germaniae, Frankfurt und Leipzig 1730